# José María Larrea
José María Larrea (Madrid, 2 de septiembre de 1828 - 1859, según Manuel Ossorio y Bernard; 1863 según otros), periodista, poeta y autor dramático del Postromanticismo español.

## Biografía
Fue uno de los primeros redactores del periódico La Iberia, y colaboró también en La Educación Pintoresca y El Semanario Pintoresco Español. Se prodigó mucho en diferentes géneros teatrales: comedias (Un imposible amor, El baile y el entierro, Ellas y nosotros, La ocasión), dramas (La duda, de 1857) y zarzuelas (Pero Grullo, de 1850, con A. Lozano). En 1853 José María Larrea publicó en El Semanario Pintoresco Español un poema, "El espíritu y la materia", que dejó huellas diversas en las Rimas de Bécquer. Con Juan Catalina compuso La llave de la gaveta. También colaboró con Isidoro Gil.

## Obras
- No es oro cuanto reluce. Comedia.
- Un imposible de amor. Comedia.
- Ellas y nosotros.
- Pero Grullo.
- Una suegra.
- La ocasión. Comedia original en tres actos.
- El principio de un reinado.
- Tres noblezas. Escrita con Luis Mariano de Larra.
- Quien á cuchillo mata. Arreglada del francés.
- A caza de cuervos.
- Los Dos inseparables.
- La Duda.
- Romancero de Semana Santa (que escribió con Enrique Hernández)
- Cuerdos y locos, comedia
- Dos amigas, comedia arreglada del francés.

## Fuente
- Manuel Ovilo y Otero, Manual de Biografía y de bibliografía de los escritores españoles del siglo XIX, T. II.
- Ossorio y Bernard, Manuel (1903). «Larrea (José María de)». Ensayo de un catálogo de periodistas españoles del siglo XIX. Madrid: Imprenta y litografía de J. Palacios. pp. 221-222. Wikidata Q18908018.

- Datos: Q5943075
- Multimedia: José María Larrea / Q5943075
- Textos: Autor:José María Larrea